# DeSoto Firesweep
DeSoto Firesweep – samochód osobowy klasy wyższej produkowany pod amerykańską marką DeSoto w latach 1957–1959.

## Historia i opis modelu

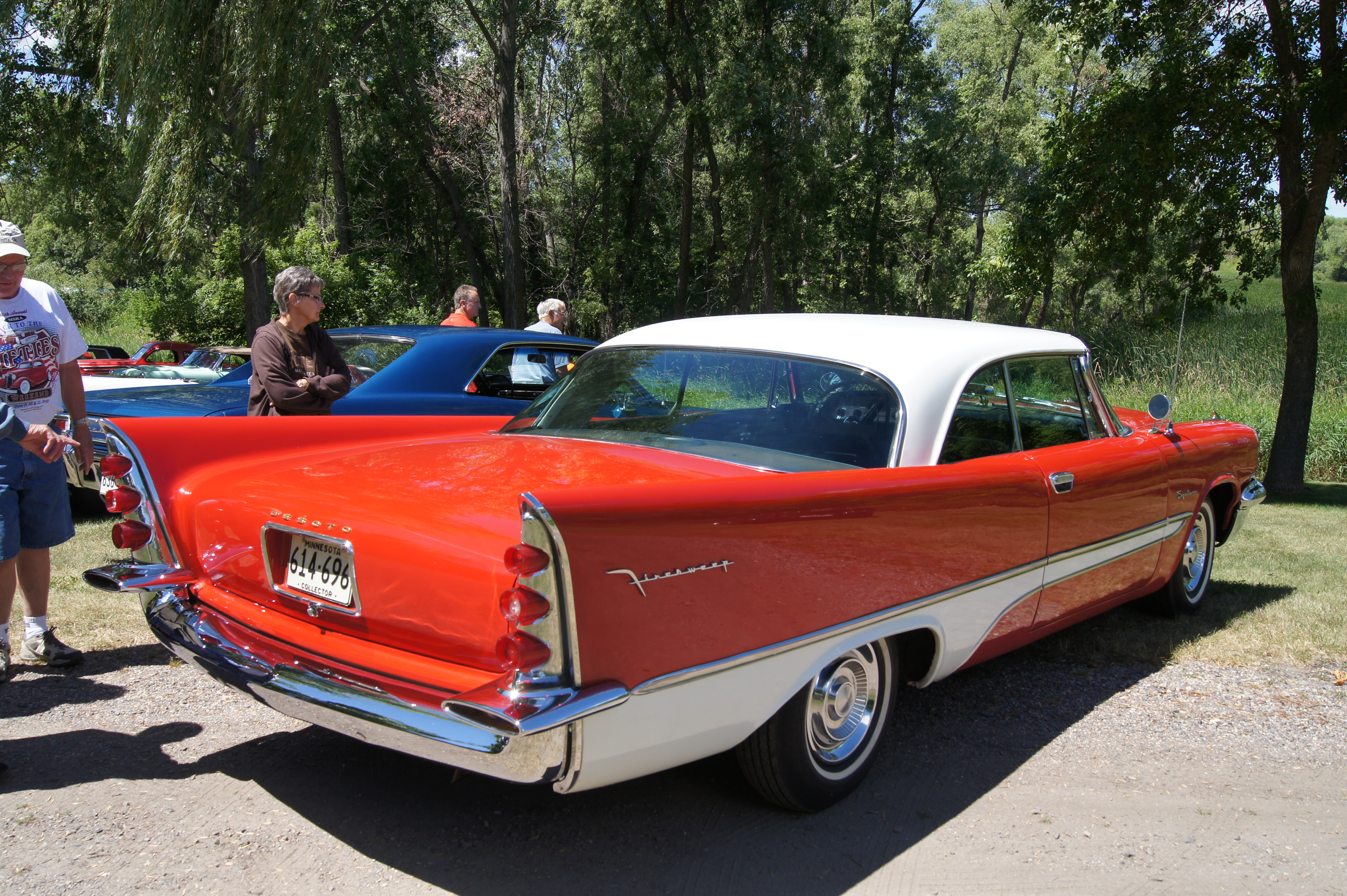
DeSoto Firesweep - tył

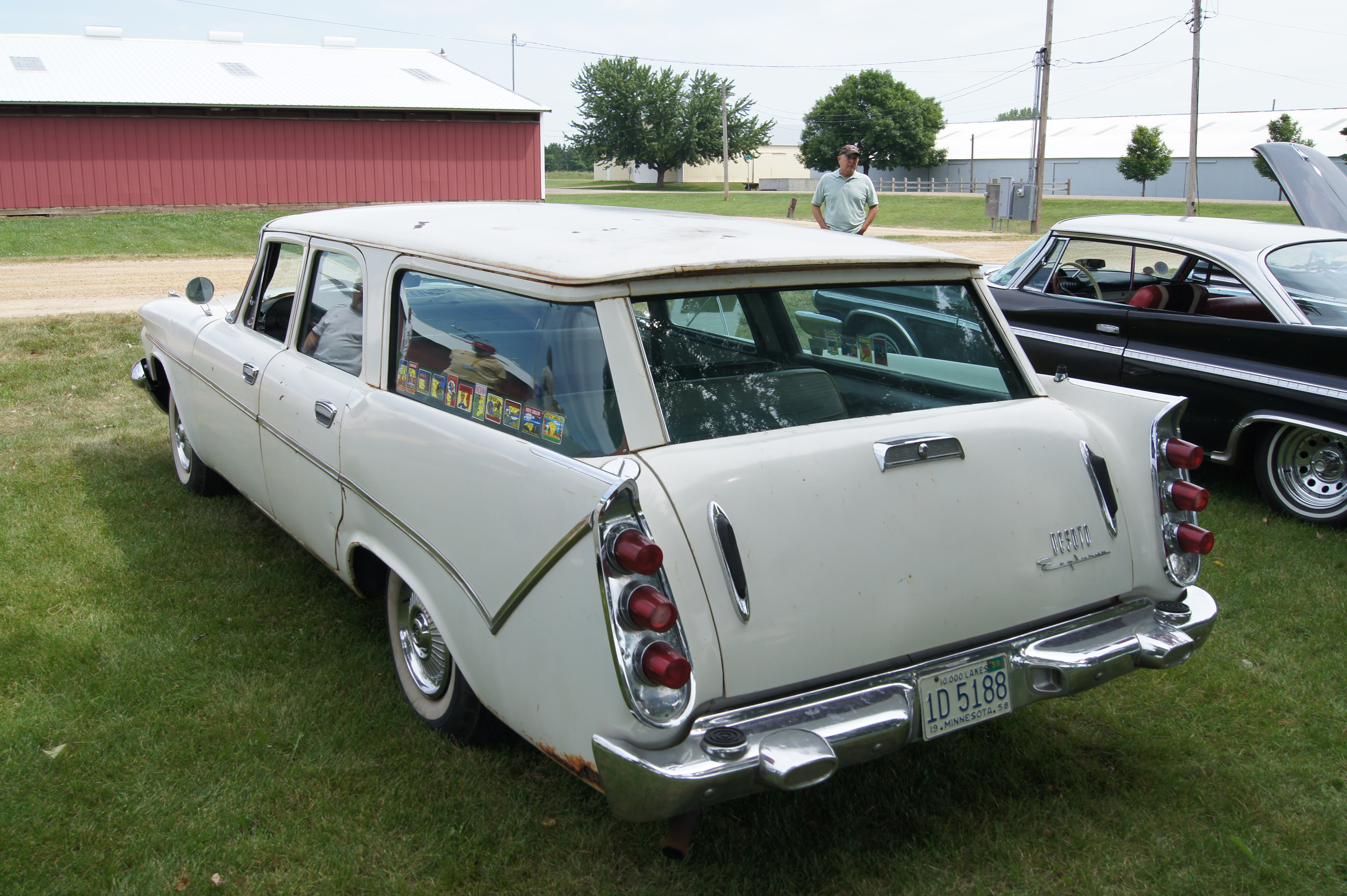
DeSoto Firesweep Kombi

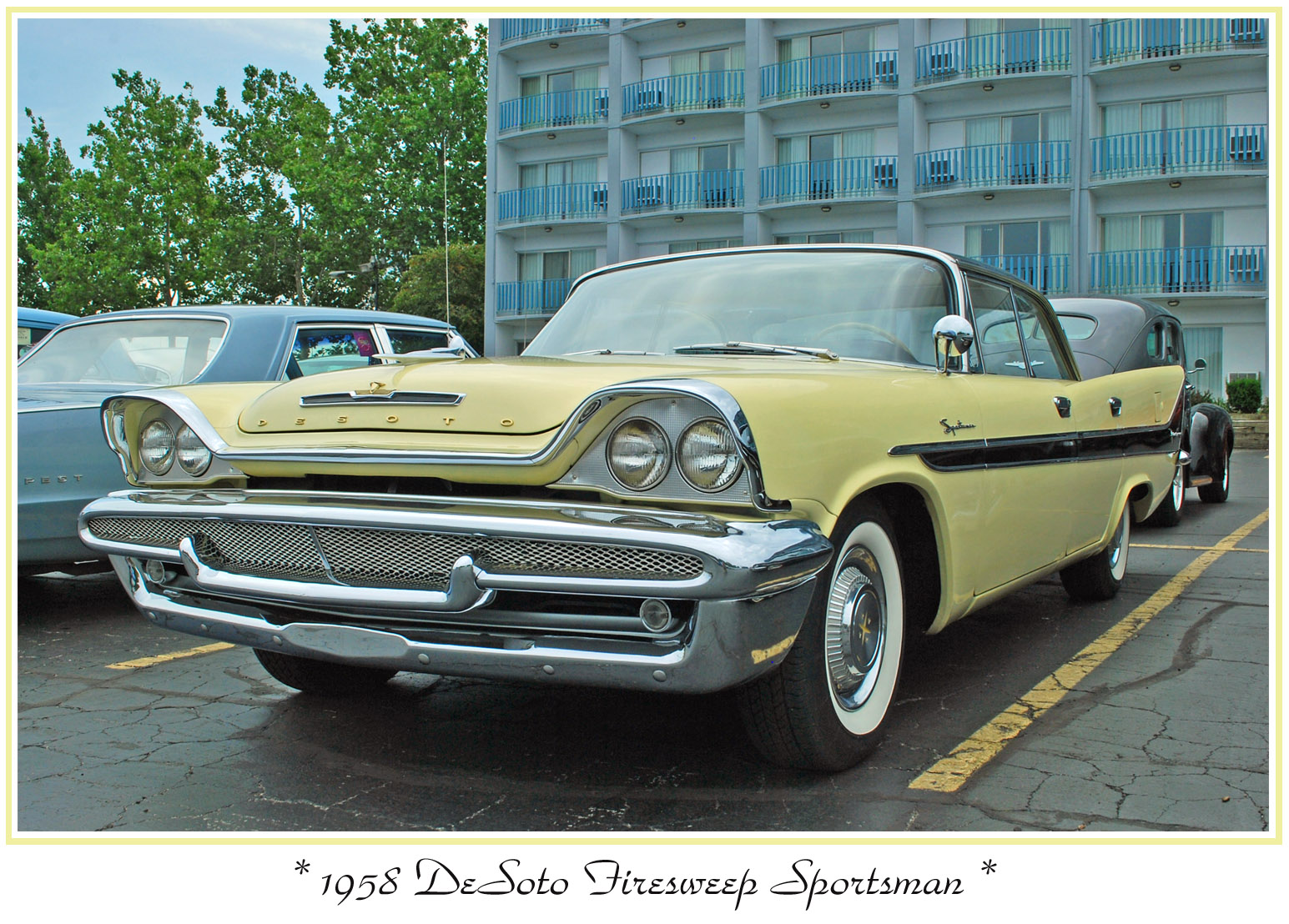
DeSoto Firesweep po liftingu

W połowie lat 50. w USA rynek samochodów klasy wyższej bardzo się zagęszczał. Coraz więcej marek oferowało modele w coraz szerszym zakresie cen, wykraczając poza tradycyjne grupy klientów, do których adresowały swoje produkty. Przykładem takiej ekspansji jest pojawienie się modelu Firesweep u DeSoto w roku 1957. Od przedniej szyby w tył, nadwozie samochodu było zgodne z dwoma pozostałymi modelami, Firedome i Fireflite natomiast błotniki przednie i maska pochodziły od tańszego Dodge'a. 
Różnica ta była widoczna od razu i konkurencja nie omieszkała zwracać na to uwagi. Od "mniejszego brata" pochodził również silnik - 325-calowy V8, połączony z jedynie dwugardzielowym gaźnikiem. Wyposażeniem standardowym była ręczna, 3-biegowa skrzynia manualna, za dopłatą dostępna była automatyczna skrzynia biegów "Torqueflite", gdzie zakresy pracy wybierało się przy pomocy przycisków, a nie konwencjonalnej dźwigni (jedno z charakterystycznych rozwiązań samochodów z Korporacji Chryslera w połowie lat 50.).

### Lifting
W roku modelowym 1958 wprowadzono kosmetyczne zmiany, z których najbardziej widoczna było przejście z zastosowania jednej pary reflektorów na dwie pary - trend wspólny dla prawie całego rynku motoryzacyjnego w Stanach Zjednoczonych. Zmienił się również kształt ozdobnych listew na boku nadwozia, między którymi mógł znajdować się jeden z dwóch lub trzech lakierów. Niestety sprzedaż samochodów z rocznika '58 spadła u wszystkich producentów, z powodu pierwszej powojennej recesji gospodarczej. 
Dotknęło to bardziej DeSoto, wokół którego krążyć zaczynały plotki o bliskim zarzuceniu produkcji marki przez Korporacje Chryslera, a także zła opinia, jaką zebrał składany w pośpiechu, przez co szybko korodujący rocznik 1957. Wiosną 1958 dostępna jest Wiosenna Specjalność (en Spring Special) - DeSoto z dodatkowymi listwami ozdobnymi na klapie bagażnika i wokół wnęki na tablicę rejestracyjną, oraz kilka nowych kolorów w palecie barw lakierów. Oferta ta służy zwiększeniu sprzedaży po etapie pierwszego zachwytu nowym modelem.

### Koniec produkcji
W roku 1959 odświeżono przód DeSoto poprzez zastosowanie nowych błotników z reflektorami w linii grilla. Firesweep oderwał się od widocznego pokrewieństwa z Dodge'em, ponieważ nowe błotniki pochodziły od Chryslera jak w obu droższych DeSoto. Do napędu służył wykorzystywany w wielu markach Korporacji Chryslera silnik V8 o pojemności 361 cali sześciennych (ok. 6 litrów), o mocy 295 KM przy 4600 obrotach na minutę. Wobec dalszego spadku sprzedaży, przystąpiono do cięcia kosztów, i zrezygnowano z Firesweep na rok 1960.